# Angioma
Los angiomas son tumores benignos derivados de células de las paredes de los vasos vasculares o linfáticos (endotelio) o derivados de células de los tejidos que rodean dichos vasos.
Los angiomas son frecuentes a medida que los pacientes envejecen, pero pueden ser un indicador de problemas sistémicos como una enfermedad hepática. No suelen estar asociados al cáncer.

## Signos y síntomas
Los angiomas suelen aparecer en la superficie de la piel o cerca de ella, en cualquier parte del cuerpo, y pueden considerarse molestos dependiendo de su localización. Sin embargo, pueden estar presentes como síntomas de otro trastorno más grave, como la cirrosis. Cuando se extirpan, suele ser por motivos estéticos.

## Tipos
- Hemangiomas
  1. Capilar: Angioma en cereza, hemangioma infantil
  2. Cavernoma
  3. Granuloma piógeno
- Linfangiomas
  1. Capilar (simple)
  2. Cavernoma (quístico)
- Tumor glómico
- Ectasias vasculares
  1. Nevo flámeo
  2. Telangiectasia – arácneo, hemorrágica hereditaria